# Grand Prix Meksyku 2015
Grand Prix Meksyku 2015 (oficjalnie Formula 1 Gran Premio de México 2015) – siedemnasta eliminacja Mistrzostw Świata Formuły 1 w sezonie 2015. Grand Prix odbyła 31 października–1 listopada 2015 roku na torze Autódromo Hermanos Rodríguez w mieście Meksyk.

## Lista startowa
Źródło: Wyprzedź Mnie!
| Nr | Kierowca         | Zespół                        | Samochód               | Silnik                         | Opony |
| -- | ---------------- | ----------------------------- | ---------------------- | ------------------------------ | ----- |
| 3  | Daniel Ricciardo | Infiniti Red Bull Racing      | Red Bull RB11          | Renault Energy F1-2015 1.6T V6 | P     |
| 5  | Sebastian Vettel | Scuderia Ferrari              | Ferrari SF15-T         | Ferrari 059/4 1.6T V6          | P     |
| 6  | Nico Rosberg     | Mercedes AMG Petronas F1 Team | Mercedes F1 W06 Hybrid | Mercedes-Benz PU106B 1.6T V6   | P     |
| 7  | Kimi Räikkönen   | Scuderia Ferrari              | Ferrari SF15-T         | Ferrari 059/4 1.6T V6          | P     |
| 8  | Romain Grosjean  | Lotus F1 Team                 | Lotus E23 Hybrid       | Mercedes-Benz PU106B 1.6T V6   | P     |
| 9  | Marcus Ericsson  | Sauber F1 Team                | Sauber C34             | Ferrari 059/4 1.6T V6          | P     |
| 11 | Sergio Pérez     | Sahara Force India F1 Team    | Force India VJM08      | Mercedes-Benz PU106B 1.6T V6   | P     |
| 12 | Felipe Nasr      | Sauber F1 Team                | Sauber C34             | Ferrari 059/4 1.6T V6          | P     |
| 13 | Pastor Maldonado | Lotus F1 Team                 | Lotus E23 Hybrid       | Mercedes-Benz PU106B 1.6T V6   | P     |
| 14 | Fernando Alonso  | McLaren Mercedes              | McLaren MP4-30         | Honda RA615H 1.6T V6           | P     |
| 19 | Felipe Massa     | Williams Martini Racing       | Williams FW37          | Mercedes-Benz PU106B 1.6T V6   | P     |
| 22 | Jenson Button    | McLaren Mercedes              | McLaren MP4-30         | Honda RA615H 1.6T V6           | P     |
| 26 | Daniił Kwiat     | Infiniti Red Bull Racing      | Red Bull RB11          | Renault Energy F1-2015 1.6T V6 | P     |
| 27 | Nico Hülkenberg  | Sahara Force India F1 Team    | Force India VJM08      | Mercedes-Benz PU106B 1.6T V6   | P     |
| 28 | Will Stevens     | Manor Marussia F1 Team        | Marussia MR03B         | Ferrari 059/3 1.6T V6          | P     |
| 33 | Max Verstappen   | Scuderia Toro Rosso           | Toro Rosso STR10       | Renault Energy F1-2015 1.6T V6 | P     |
| 44 | Lewis Hamilton   | Mercedes AMG Petronas F1 Team | Mercedes F1 W06 Hybrid | Mercedes-Benz PU106B 1.6T V6   | P     |
| 53 | Alexander Rossi  | Manor Marussia F1 Team        | Marussia MR03B         | Ferrari 059/3 1.6T V6          | P     |
| 55 | Carlos Sainz Jr. | Scuderia Toro Rosso           | Toro Rosso STR10       | Renault Energy F1-2015 1.6T V6 | P     |
| 77 | Valtteri Bottas  | Williams Martini Racing       | Williams FW37          | Mercedes-Benz PU106B 1.6T V6   | P     |
| Nr | Kierowca         | Zespół                        | Samochód               | Silnik                         | Opony |

## Wyniki

### Sesje treningowe
Źródło: Wyprzedź Mnie!
| Sesja | Nr | Kierowca       | Konstruktor | Czas     | Okr. |
| ----- | -- | -------------- | ----------- | -------- | ---- |
| 1     | 33 | Max Verstappen | Toro Rosso  | 1:25,990 | 38   |
| 2     | 6  | Nico Rosberg   | Mercedes    | 1:21,531 | 36   |
| 3     | 6  | Nico Rosberg   | Mercedes    | 1:21,083 | 23   |

### Kwalifikacje
Źródło: Wyprzedź Mnie!
| Poz. | Nr | Kierowca         | Konstruktor          | Q1       | Q2       | Q3       | Poz. s. |
| --- | --- | ---------------- | -------------------- | -------- | -------- | -------- | ------- |
| 1 | 6 | Nico Rosberg     | Mercedes             | 1:20,436 | 1:20,053 | 1:19,480 | 1       |
| 2 | 44 | Lewis Hamilton   | Mercedes             | 1:20,808 | 1:19,829 | 1:19,668 | 2       |
| 3 | 5 | Sebastian Vettel | Ferrari              | 1:20,503 | 1:20,045 | 1:19,850 | 3       |
| 4 | 26 | Daniił Kwiat     | Red Bull–Renault     | 1:20,826 | 1:20,490 | 1:20,398 | 4       |
| 5 | 3 | Daniel Ricciardo | Red Bull–Renault     | 1:21,166 | 1:20,783 | 1:20,399 | 5       |
| 6 | 77 | Valtteri Bottas  | Williams–Mercedes    | 1:20,817 | 1:20,458 | 1:20,448 | 6       |
| 7 | 19 | Felipe Massa     | Williams–Mercedes    | 1:21,379 | 1:20,642 | 1:20,567 | 7       |
| 8 | 33 | Max Verstappen   | Toro Rosso–Renault   | 1:20,995 | 1:20,894 | 1:20,710 | 8       |
| 9 | 11 | Sergio Pérez     | Force India–Mercedes | 1:20,966 | 1:20,669 | 1:20,716 | 9       |
| 10 | 27 | Nico Hülkenberg  | Force India–Mercedes | 1:21,315 | 1:20,935 | 1:20,788 | 10      |
| 11 | 55 | Carlos Sainz Jr. | Toro Rosso–Renault   | 1:20,960 | 1:20,942 | –        | 11      |
| 12 | 8 | Romain Grosjean  | Lotus–Mercedes       | 1:21,577 | 1:21,038 | –        | 12      |
| 13 | 13 | Pastor Maldonado | Lotus–Mercedes       | 1:21,520 | 1:21,261 | –        | 13      |
| 14 | 9 | Marcus Ericsson  | Sauber–Ferrari       | 1:21,299 | 1:21,544 | –        | 14      |
| 15 | 7 | Kimi Räikkönen   | Ferrari              | 1:21,422 | 1:22,494 | –        | 19      |
| 16 | 14 | Fernando Alonso  | McLaren–Honda        | 1:21,779 | –        | –        | 18      |
| 17 | 12 | Felipe Nasr      | Sauber–Ferrari       | 1:21,788 | –        | –        | 15      |
| 18 | 53 | Alexander Rossi  | Marussia–Ferrari     | 1:24,136 | –        | –        | 16      |
| 19 | 28 | Will Stevens     | Marussia–Ferrari     | 1:24,386 | –        | –        | 17      |
| Nie wystartowali / niedopuszczeni do ponownego startu | |                  |                      |          |          |          |         |
| | 22 | Jenson Button    | McLaren–Honda        | –        | –        | –        | 20      |
| Poz. | Nr | Kierowca         | Konstruktor          | Q1       | Q2       | Q3       | Poz. s. |
| \| Legenda \| Legenda \| \| ------------------------ \| ---------------------------------------------------------------------------------------------------------------------------------------------------------------------------------------------------------------------------------------------------------------- \| \| Poz. Nr Q1 Q2 Q3 Poz. s. \| Pozycja zajęta w sesji kwalifikacyjnej Numer startowy kierowcy Wynik uzyskany w pierwszej części kwalifikacji Wynik uzyskany w drugiej części kwalifikacji Wynik uzyskany w trzeciej części kwalifikacji Pozycja startowa po uwzględnięniu kar, przesunięć, itp. \| | |                  |                      |          |          |          |         |
| Legenda | |                  |                      |          |          |          |         |
| Poz. Nr Q1 Q2 Q3 Poz. s. | Pozycja zajęta w sesji kwalifikacyjnej Numer startowy kierowcy Wynik uzyskany w pierwszej części kwalifikacji Wynik uzyskany w drugiej części kwalifikacji Wynik uzyskany w trzeciej części kwalifikacji Pozycja startowa po uwzględnięniu kar, przesunięć, itp. |                  |                      |          |          |          |         |

### Wyścig
Źródło: Wyprzedź Mnie!
| P                 | + / –     | Nr | Kierowca         | Konstruktor          | Okr. | Czas / Strata      | Komentarz |
| ----------------- | --------- | -- | ---------------- | -------------------- | ---- | ------------------ | --------- |
| 1                 | Bez zmian | 6  | Nico Rosberg     | Mercedes             | 71   | 1h42m35,038        |           |
| 2                 | Bez zmian | 44 | Lewis Hamilton   | Mercedes             | 71   | +0:01,954          |           |
| 3                 | 3         | 77 | Valtteri Bottas  | Williams–Mercedes    | 71   | +0:14,592          |           |
| 4                 | Bez zmian | 26 | Daniił Kwiat     | Red Bull–Renault     | 71   | +0:16,572          |           |
| 5                 | Bez zmian | 3  | Daniel Ricciardo | Red Bull–Renault     | 71   | +0:19,682          |           |
| 6                 | 1         | 19 | Felipe Massa     | Williams–Mercedes    | 71   | +0:21,493          |           |
| 7                 | 3         | 27 | Nico Hülkenberg  | Force India–Mercedes | 71   | +0:25,860          |           |
| 8                 | 1         | 11 | Sergio Pérez     | Force India–Mercedes | 71   | +0:34,343          |           |
| 9                 | 1         | 33 | Max Verstappen   | Toro Rosso–Renault   | 71   | +0:35,229          |           |
| 10                | 2         | 8  | Romain Grosjean  | Lotus–Mercedes       | 71   | +0:37,934          |           |
| 11                | 2         | 13 | Pastor Maldonado | Lotus–Mercedes       | 71   | +0:38,538          |           |
| 12                | 2         | 9  | Marcus Ericsson  | Sauber–Ferrari       | 71   | +0:40,180          |           |
| 13                | 2         | 55 | Carlos Sainz Jr. | Toro Rosso–Renault   | 71   | +0:48,772          |           |
| 14                | 6         | 22 | Jenson Button    | McLaren–Honda        | 71   | +0:49,214          |           |
| 15                | 1         | 53 | Alexander Rossi  | Marussia–Ferrari     | 69   | +2 okr (2 okr.)    |           |
| 16                | 1         | 28 | Will Stevens     | Marussia–Ferrari     | 69   | +2 okr (10,372)    |           |
| Niesklasyfikowani |           |    |                  |                      |      |                    |           |
|                   |           | 12 | Felipe Nasr      | Sauber–Ferrari       | 57   | hamulce            |           |
|                   |           | 5  | Sebastian Vettel | Ferrari              | 50   | wypadł z toru      |           |
|                   |           | 7  | Kimi Räikkönen   | Ferrari              | 21   | kolizja z Bottasem |           |
|                   |           | 14 | Fernando Alonso  | McLaren–Honda        | 1    | jednostka napędowa |           |
| P                 | + / –     | Nr | Kierowca         | Konstruktor          | Okr. | Czas / Strata      | Komentarz |

### Najszybsze okrążenie
Źródło: Wyprzedź Mnie!
| Nr | Kierowca     | Konstruktor | Czas     | Okr. |
| -- | ------------ | ----------- | -------- | ---- |
| 6  | Nico Rosberg | Mercedes    | 1:20,521 | 67   |

## Prowadzenie w wyścigu
Źródło: Racing–Reference.info
| Nr                              | Kierowca       | Okrążenia          | Suma |
| ------------------------------- | -------------- | ------------------ | ---- |
| 6                               | Nico Rosberg   | 1-25, 28-45, 48-71 | 65   |
| 44                              | Lewis Hamilton | 25-28, 45-48       | 6    |
| \| Wykres \| \| ------ \| \| \| |                |                    |      |
| Wykres                          |                |                    |      |
|                                 |                |                    |      |

## Klasyfikacja po zakończeniu wyścigu

### Kierowcy
| P                 | +/− | Kierowca         | Starty | Punkty | P1 | P2 | P3 | PP | NO | NS |
| ----------------- | --- | ---------------- | ------ | ------ | -- | -- | -- | -- | -- | -- |
| 1                 | 0   | Lewis Hamilton   | 17     | 345    | 10 | 4  | 1  | 11 | 6  | 1  |
| 2                 | +1  | Nico Rosberg     | 17     | 272    | 4  | 7  | 2  | 5  | 5  | 1  |
| 3                 | −1  | Sebastian Vettel | 17     | 251    | 3  | 3  | 6  | 1  | 1  | 1  |
| 4                 | +1  | Valtteri Bottas  | 16     | 126    | –  | –  | 2  | –  | –  | 1  |
| 5                 | −1  | Kimi Räikkönen   | 17     | 123    | –  | 1  | 1  | –  | 2  | 5  |
| 6                 | 0   | Felipe Massa     | 17     | 117    | –  | –  | 2  | –  | –  | 2  |
| 7                 | 0   | Daniił Kwiat     | 16     | 88     | –  | 1  | –  | –  | –  | 2  |
| 8                 | 0   | Daniel Ricciardo | 17     | 84     | –  | 1  | 1  | –  | 3  | 2  |
| 9                 | 0   | Sergio Pérez     | 17     | 68     | –  | –  | 1  | –  | –  | 1  |
| 10                | 0   | Max Verstappen   | 17     | 47     | –  | –  | –  | –  | –  | 4  |
| 11                | 0   | Romain Grosjean  | 17     | 45     | –  | –  | 1  | –  | –  | 6  |
| 12                | 0   | Nico Hülkenberg  | 16     | 44     | –  | –  | –  | –  | –  | 5  |
| 13                | 0   | Felipe Nasr      | 16     | 27     | –  | –  | –  | –  | –  | 1  |
| 14                | 0   | Pastor Maldonado | 17     | 26     | –  | –  | –  | –  | –  | 8  |
| 15                | 0   | Carlos Sainz Jr. | 17     | 18     | –  | –  | –  | –  | –  | 6  |
| 16                | 0   | Jenson Button    | 16     | 16     | –  | –  | –  | –  | –  | 5  |
| 17                | 0   | Fernando Alonso  | 16     | 11     | –  | –  | –  | –  | –  | 7  |
| 18                | 0   | Marcus Ericsson  | 17     | 9      | –  | –  | –  | –  | –  | 3  |
| 19                | 0   | Roberto Merhi    | 12     | 0      | –  | –  | –  | –  | –  | 1  |
| 20                | 0   | Alexander Rossi  | 4      | 0      | –  | –  | –  | –  | –  | –  |
| 21                | 0   | Will Stevens     | 15     | 0      | –  | –  | –  | –  | –  | 2  |
| Niesklasyfikowani |     |                  |        |        |    |    |    |    |    |    |
|                   |     | Kevin Magnussen  | –      | –      | –  | –  | –  | –  | –  | –  |
| P                 | +/− | Kierowca         | Starty | Punkty | P1 | P2 | P3 | PP | NO | NS |

### Konstruktorzy
| P  | +/− | Konstruktor             | Starty | Punkty | P1 | P2 | P3 | PP | NO | NS |
| -- | --- | ----------------------- | ------ | ------ | -- | -- | -- | -- | -- | -- |
| 1  | 0   | Mercedes                | 34     | 617    | 14 | 11 | 3  | 16 | 11 | 2  |
| 2  | 0   | Ferrari                 | 34     | 374    | 3  | 4  | 7  | 1  | 3  | 6  |
| 3  | 0   | Williams Mercedes       | 33     | 243    | –  | –  | 4  | –  | –  | 3  |
| 4  | 0   | Red Bull Racing Renault | 33     | 172    | –  | 2  | 1  | –  | 3  | 4  |
| 5  | 0   | Force India Mercedes    | 33     | 112    | –  | –  | 1  | –  | –  | 6  |
| 6  | 0   | Lotus Mercedes          | 34     | 71     | –  | –  | 1  | –  | –  | 14 |
| 7  | 0   | STR Renault             | 34     | 65     | –  | –  | –  | –  | –  | 10 |
| 8  | 0   | Sauber Ferrari          | 33     | 36     | –  | –  | –  | –  | –  | 4  |
| 9  | 0   | McLaren Honda           | 32     | 27     | –  | –  | –  | –  | –  | 12 |
| 10 | 0   | Marussia Ferrari        | 31     | 0      | –  | –  | –  | –  | –  | 3  |
| P  | +/− | Konstruktor             | Starty | Punkty | P1 | P2 | P3 | PP | NO | NS |